# 阿卡迪亞戰隊
阿卡迪亞戰隊（A-Force）是漫威出版的漫畫系列之一，在2015年5月首次出現於與《秘密戰爭》交叉的故事情節。該系列由作家G. Willow Wilson和Marguerite Bennett以及藝術家Jorge Molina創作，是漫威漫畫首個以全女性復仇者團隊為主的作品。在“秘密戰爭”期間，該團隊首次作為另類宇宙的一部分出現，但後來又重新出現在Marvel的主要連續宇宙中。儘管該漫畫系列受到評論家的好評，但由於銷量不佳而於2016年10月結束，並且被稱為“絕對女權主義者 ”。

## 成員
- 女浩克
- 炫音
- 奇點
- 美杜莎
- 格林姊姊
- 驚奇隊長
- 美國小姐
- 驚奇女士
- 仿聲鳥
- 虎女
- 珍·佛斯特
- 琴·葛雷
- 小淘氣
- 幻影貓
- 黑貓 (漫畫)
- 矢志田真理子
- 水晶
- 女洛基
- 光譜
- 蜘蛛女
- 蜘蛛女孩
- 女鷹眼
- 暴風女
- 緋紅女巫
- 蜘蛛關
- 松鼠女孩
- 克麗
- 魅惑女巫
- 多米諾 (漫畫)
- 卡羅琳娜·迪恩
- 鷹眼_(凱特·畢夏普)
- 火焰星
- 幻影殺手
- 莫莉·海耶斯
- 歡歡_(漫畫)
- 丹妮爾·穆恩斯達
- 小辣椒·波茲
- 月龍
- 易身女
- 靈蝶
- X-23
- 雪鳥
- 格特魯德·約克斯
- 塵埃 (漫畫)